# Az arany ciánlúgzása
A ciánlúgzás vagy cianidos lúgzás (régebbi elnevezése: ciánozó lúgzás) kohászati technológiának minősülő kémiai eljárás, melyet fémtartalmú ásványok feldolgozása során elsősorban az alacsony koncentrációjú arany kinyerésére alkalmaznak. Az eljárást első alkalommal J. McArthur és R. W. Forest használta 1886-ban arany kinyerésére. Hidegkohászati technológia, melyet a nagy mennyiségű nyersanyagszállítás csökkentése érdekében általában a bányászat közelében hajtanak végre.

## A kilúgozás elmélete
Az eljárás lényege, hogy kálium vagy nátrium cianid az aranyat feloldja és vízben oldódó aranyvegyület – K[Au(CN)2] (aranycianűr) – keletkezik, a következő kémiai folyamat szerint:
4Au + 8KCN + O2 + 2H2O → 4K[Au(CN)2] + 4KOH
A folyamatban a molekulasúlyok alapján az arany, a kálium-cianid (lúg) és az oxigén elméleti aránya közelítőleg 25:16:1 vagyis 1 súlyrész O2 szükséges 25 súlyrész arany oldatba viteléhez. Normál hőmérsékleten (20 °C) 1 m³ víz 9 gramm oxigént vesz fel, amiből adódik, hogy a folyamathoz szükséges cianid mennyisége 144 gramm/m³.

## Cianidadagolás a gyakorlatban
Az elméletileg szükséges 0,0144%-os ciánoldat helyett a gyakorlatban 0,1-0,25%-os lúgkoncentrációt alkalmaznak, mert az aranyon kívül a feldolgozott kőzetanyagban egyéb anyagok is vesznek fel cianidot. Az eljárás szempontjából káros anyagok a savak és a fémek könnyen oldódó vegyületei (elsősorban a rézoxidok, rézkarbonátok, ferroszulfátok, cinkszulfátok és a szerves anyagok). Az ércelőfordulások kémiai összetételének változását a cianid-túladagolással egyenlítik ki. A töményebb oldatban az arany oldatba vitele gyorsabb, de megnövekszik az idegen anyagok cianid fogyasztása is.

## Az arany kinyerését befolyásoló tényezők
- Idegen anyagok. Megnövelik a cianidfelhasználást ami lassítja a kioldást. Ezért előzetes eltávolításuk célszerű, ami történhet savazással és közömbösítő lúgos kezeléssel, vagy előzetes hőkezeléssel (pörköléssel).
- Szemcsenagyság. A nagyobb aranyszemcsék kioldási időtartama nagyobb, egyenletes szemcseeloszlású anyagot célszerű alkalmazni. A finomszemcsés iszapok elkülönített kezelésével csökkenthető a kilúgozási idő.
- Levegő vagy oxigén. A kilúgozás erősebb átlevegőztetéssel, légbevezetéssel vagy O2-t leadó szerek adagolásával javítható az arany oldatba vitele.
- Hőmérséklet. Alacsony hőmérsékleten a kioldási folyamat lassul.
- Ülepedés. A kilúgozás folyamatában a zagyot keveréssel, átlevegőztetéssel mozgásban kell tartani.

## A feldolgozás folyamata
- A bányában kitermelt anyag először száraz eljárású durva törésre kerül, amit pofás- vagy kúpos-törőkkel valósítanak meg. Szükség estén előzetes pörkölést hajtanak végre.
- A finomszemcsés törést általában nedves eljárással végzik, ha golyós malmokat alkalmaznak a cianid adagolást már ekkor elkezdik.
- Szemnagyság szerinti elkülönítés.
- A szemcsés anyagot (0,8-0,1 mm szemnagyság) lúgozókádakba vezetik, melyek alsó felülete szűrőanyaggal van ellátva, az átszűrt anyagot a kádak alján elvezetik. Az oldási idő 0,1-0,25%-os lúgkoncentráció esetén általában 3-4 nap, a kiszűrődő anyag átmeneti zagytározókba kerül és az utólúgozás kisebb lúgkoncentrációval 2-3 nap.
- A finomszemcsés iszap (0,1 mm szemcsenagyság alatt), erőteljes keverés közben 5-20 óra lúgozási időt igényel.
- Az oldott anyagot dekantálással választják le, amikor a zagy leülepedése után az oldatot elvezetik. A folyékony fázis leválasztás zagysűrítők vagy szűrőberendezések alkalmazásával meggyorsítható.
- A szilárd anyagot tartalmazó zagy átlúgozását több alkalommal megismétlik.
- A visszamaradó anyagot az erre a célra kialakított zagytározókba vezetik.
- Az cianidos aranyoldatból az aranyat cinkkel ritkábban elektrolízissel ejtik ki.

## Arany leválasztása az oldatból
A feldúsúlt oldatból arany elkülönítése történhet:
- elektrolízis alkalmazásával
- cinkkel való kiejtéssel, amihez cink forgácsot, míg újabban cinkport használnak.

A cink alkalmazásakor lezajló kémiai folyamat:
2KAu(CN)2 + 2Zn + 4KCN + 2H2O → 2Au + 2K2Zn(CN)4 + 2KOH + H2
Az összefüggésben szereplő elemek molekulasúlya alapján elméletileg 3 súlyrész arany nyerhető ki 1 súlyrész cink felhasználásával. A gyakorlatban magasabb a cink felhasználás, mert az előforduló idegen anyagok (így az arannyal gyakran ásványtársulásban előforduló ezüst és/vagy réz) és az oxigén jelenléte növeli az igényt.

Leggyakrabban a Merrill - Crove eljárást alkalmazzák. Az eljárásnál az aranytartalmú lúgot az oxigén kizárása érdekében légtelenítő kazánon át vezetik, majd a cinkpor hozzáadása után zagyszivattyúkkal szűrőkön vezetik át, melyekben az arany visszamarad és a lúgot visszanyomják a lúgozó kádakba.

## Az eljárás alkalmazása
Az alacsony (1-2 gramm/tonna koncentrátum) aranytartalmú kőzetek esetén széles körben alkalmazzák. A világ ciánfelhasználásának mintegy 13%-át arany kinyerésére fordítják. A legnagyobb felhasználók Kirgizisztán, Malajzia, Ausztrália, Peru, Chile és Románia.

## Az eljárás veszélyessége
A cián minden biológiai szervezet számára erős méreg. Az emberi szervezetbe jutva 60–80 milligramm már halált okoz, 2–3 órán belül fulladás következik be. Az eljárásban dolgozókat egyéni védőeszközökkel látják el. A veszélyesség legnagyobb mértékben a zagytározók üzemeltetésénél jelentkezik elszivárgás, átömlés vagy gátszakadás formájában. A zagytározókban esetenként millió m³ nagyságrendben halmoznak fel meddő-anyagot, amely mindig tartalmaz a technológiában maradó ciánvegyületeket. A ciánvegyületek egy része a napfény hatására az idő előrehaladtával kevésbé toxikus anyagokká bomlik le, de annak teljes eltűnésével nem lehet számolni.
Európában a legnagyobb cián és nehézfém szennyezés 2000. január 30-án következett be, amikor Romániában Nagybánya közelében az arany kioldásával foglalkozó üzem zagytározó gátja átszakadt.
2009. december 8-án Országgyűlés kimondta a cianidos bányászati technológia tilalmát Magyarországon.
A ciános eljárás alkalmazását az Amerikai Egyesült Államok Montana és Wisconsin szövetségi államaiban, Argentína Rio Negro államában és a Cseh Köztársaság területén betiltották. Az Európai Unió 2006-ban a ciánt használó technológiák környezetvédelmi előírásait megszigorította.